# Salto (Montalegre)
Salto ist eine Gemeinde (Freguesia) im portugiesischen Kreis (Concelho) von Montalegre. In ihr leben 1263 Einwohner (Stand 19. April 2021).

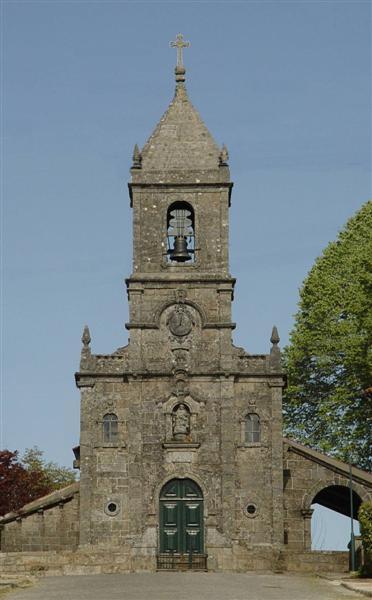
Die Kirche von Salto

## Geschichte
Erstmals erwähnt wurde der Ort im späten 6. Jahrhundert, als christliche Gemeinde unter den Sueben. D.Afonso Henriques ließ in Salto 1136 eine Herberge für Pilger errichten. D.Pedro I., dessen Episode mit Inês de Castro tief im Bewusstsein des Landes verankert ist, gab Salto 1360 an das Kloster Santa Senhorinha de Basto.
1995 wurde Salto zur Vila (Kleinstadt) erhoben.

## Kultur und Sehenswürdigkeiten
Die Gemeindekirche Igreja Paroquial de Salto (auch Igreja de Nossa Senhora do Pranto) aus Granit steht unter Denkmalschutz.
In einem kleinen, alten Herrenhaus (Casa do Capitão) ist eine Niederlassung des ökologischen Museums Ecomuseu de Barroso von Montalegre untergebracht, das sich u. a. mit dem Ökosystem der Serra de Barroso, traditionellen Handwerksberufen des Kreises, und der Geschichte der Wolfram-Minen von Borralha beschäftigt.

## Verwaltung
Salto ist Sitz einer gleichnamigen Gemeinde (Freguesia). In ihr liegen, neben Salto, folgende weitere Ortschaften:
| - Ameal - Amear - Bagulhão - Beços | - Borralha - Caniçó - Carvalho - Corva | - Linharelhos - Lodeiro de Arque - Paredes - Pereira | - Pomar da Rainha - Reboreda - Seara - Tabuadela |